# جواو أندريه ريبيرو فييرا
جواو أندريه ريبيرو فييرا (19 ديسمبر 1991 في البرتغال - ) هو لاعب كرة قدم برتغالي في مركز الهجوم. لعب مع موريرينسي ونادي ماريتيمو ويو دي ليريا وS.C.U. Torreense ‏ وC.S. Marítimo B ‏ ونادي تشافيس وAtlético S.C. ‏.

## وصلات خارجية
- جواو أندريه ريبيرو فييرا على موقع قاعدة بيانات كرة القدم.إي يو (الإنجليزية)
- جواو أندريه ريبيرو فييرا على موقع Soccerway.com (الإنجليزية)
- جواو أندريه ريبيرو فييرا على موقع AS.com (الإسبانية)